# Pittore dei nasi camusi

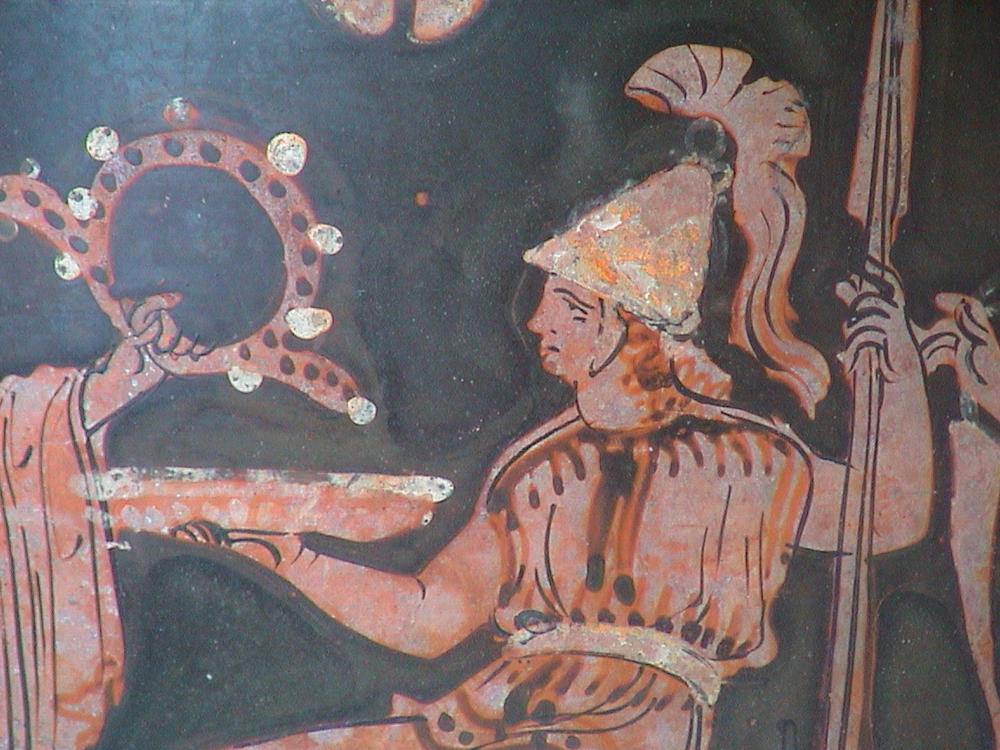
Dettaglio di un cratere a colonnette dipinto dal pittore dei nasi camusi

Pittore dei nasi camusi (fl. 330 a.C. / 320 a.C.) è il nome convenzionale assegnato a un ceramografo apulo.

## Opere[1]
- Cratere a colonnette da Monte Sannace di Gioia del Colle
- Cratere a colonnette del Museo Archeologico di Bari (n. 2206)
- Oinochòe a bocca trilobata del Museo Provinciale di Lecce
- Cratere a campana del Museo Provinciale di Lecce (n. 4811)
- Oinochòe a bocca trilobata del Vaticano
- Cratere a colonnette del Museo Civico Archeologico di Bologna